# Cleome latifolia
Espèce
Cleome latifolia est une espèce de plantes à fleurs de la famille des Capparaceae, selon la classification de Cronquist, ou de la famille des Cleomaceae, selon la classification phylogénétique.
Cette espèce pousse en Amérique du Sud.